# Ойсея велика
Ойсея велика (Chlamydera nuchalis) — вид горобцеподібних птахів родини наметникових (Ptilonorhynchidae).

## Поширення
Ендемік Австралії. Населяє велику територію на півночі країни. Живе у сухих лісах з переважанням евкаліпта.

## Опис
Птах середнього розміру (35 см завдовжки, вагою 153—265 г) з пухнастим і масивним зовнішнім виглядом, маленькою округлою головою, коротким, конічним і міцним дзьобом, довгими великими крилами, довгим і тонким квадратним хвостом. У самців на голові є чубчик.
Оперення сіро-бежевого кольору. Пір'я на спині, крилах та хвості з білими кінчиками. У самців на потилиці є ділянка пурпурно-рожевого кольору. Дзьоб і ноги чорнуваті, а очі темно-карі.

## Спосіб життя

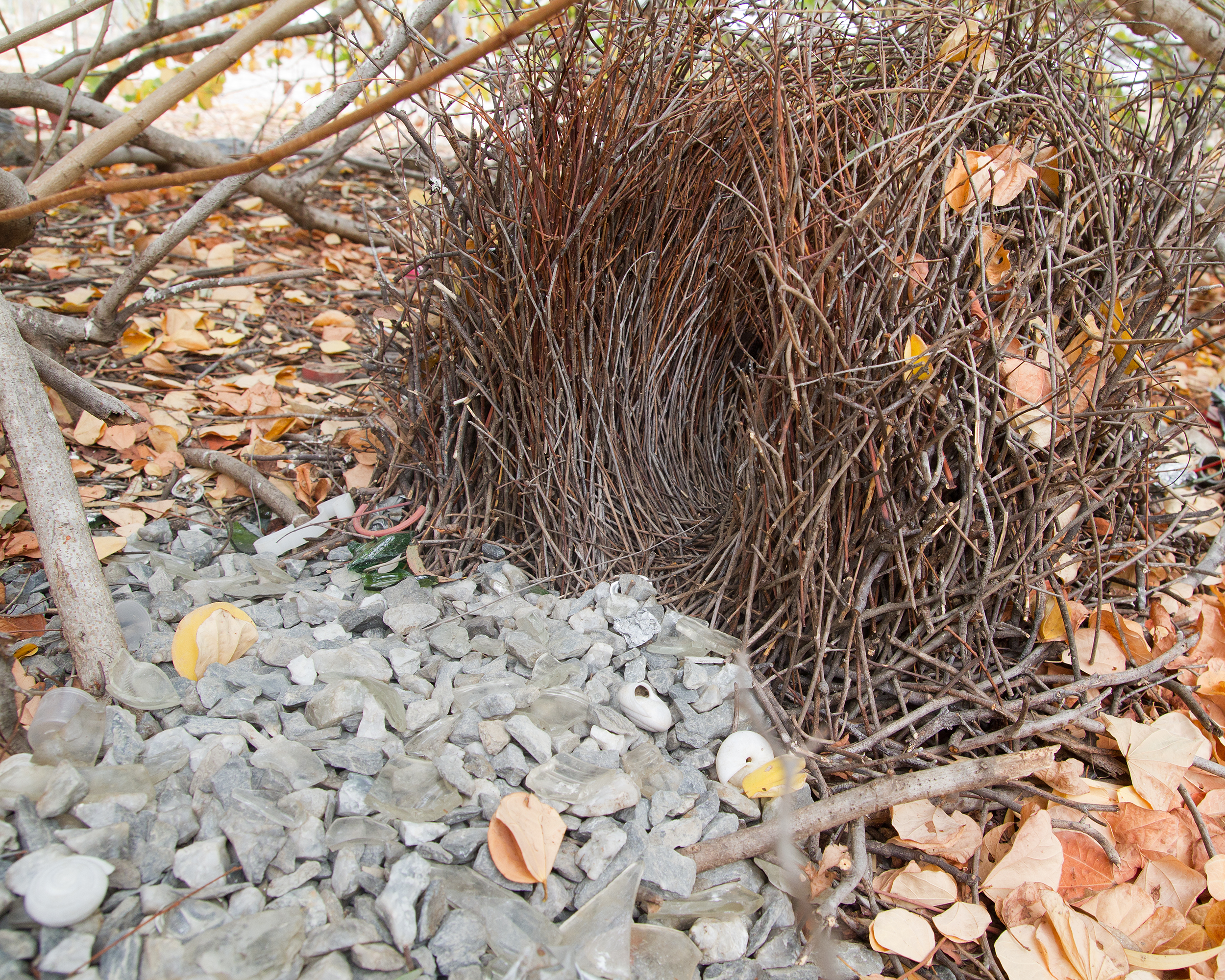
Шлюбний намет ойсеї великої

Трапляється поодинці або невеликими зграями. Проводить більшу частину дня в пошуках їжі, тримаючись переважно на землі або серед гілок кущів та дерев, готові сховатися в гущі рослинності при найменших ознаках небезпеки. Всеїдний птах: раціон складається з фруктів та дрібних безхребетних.
Може розмножуватися впродовж року з піком з жовтня по березень. Полігамні птахи, самець намагається спаровуватися з якомога більшою кількістю самиць і не цікавиться долею потомства. З початком шлюбного періоду самці займають невелику ділянку лісу, розчищають її від сміття, будують на землі весільний намет, що складається з двох рядів гілочок, посаджених вертикально на землю. Намет прикрашає кольоровими предметами (черепашками, листям, квітами та ягодами). Після того, як робота закінчена, самець розміщується на сусідній гілці, намагаючись привернути увагу самиць своїм співом.
Після спарювання обидві статі розходяться: самець продовжує намагатися залучити потенційних партнерок, тоді як самиця будує гніздо, що має вигляд масивної чашоподібної конструкції з гілочок і переплетених рослинних волокон між гілками дерева або чагарника. У кладці 1-3 плямистих яєць. Інкубація триває близько двадцяти днів. Пташенята вилітають з гнізда приблизно на трьох тижнях життя, але продовжують залишатися з матір'ю до тримісячного віку.

## Підвиди
- Chlamydera nuchalis nuchalis (Jardine & Selby, 1830) — західна частина ареалу;
- Chlamydera nuchalis orientalis Gould, 1879 — східна частина ареалу.